# The Saints
|  | Denne artikel er oprettet af botten PalnaBot ud fra en ekstern database. Den kan derfor have sproglige fejl eller mangler. Denne skabelon kan fjernes efter kontrol af indholdet. |

The Saints er en animationsfilm instrueret af Bent Barfod efter manuskript af Bent Barfod.

## Handling
Musikalsk tegnefilmfantasi over When the Saints..., sunget og spillet af Matty Peters og Billy Moore.